# Siggberg
Siggberg är en by i Nora socken, Heby kommun.
Byn omtalas första gången 1421, och bestod på 1500-talet av ett mantal. Här fanns på 1630-talet två hemman och på 1680-talet fem hemman samt soldattorpet för soldat 345 vid Västmanlands läns regemente.